# Грицай, Геннадий Яковлевич
Геннадий Яковлевич Грицай (9 декабря 1937 — 7 декабря 2020) ― советский, российский педагог. Народный учитель СССР (1986).

## Биография
Геннадий Грицай родился 9 декабря 1937 года (по другим источникам — в 1933) в селе с. Родыки (ныне Красногвардейского района, Ставропольский край).
В 1960 году окончил Ставропольский педагогический институт (физико-математический факультет).
Педагогическую деятельность начал в 1960 году в посёлке Барит (ныне Урск) Кемеровской области.
С 1963 года — учитель физики в школе № 44 Миасса Челябинской области. Создал собственные методики преподавания, проводил лекции, семинары, интегрированные уроки, физические практикумы, лабораторные работы в оборудованном совместно с учениками кабинете физики, признанном одним из лучших в области.
Общий стаж в системе школьного образования составляет 48 лет.
Челябинским отделением общества «Знание» и Челябинским областным институтом усовершенствования учителей опубликованы материалы из опыта работы Г. Грицая (1987).
Скончался 7 декабря 2020 года в Миассе. Похоронен на Северном кладбище.

## Семья
Трое сыновей: Олег, окончил ЧПИ (ныне ЮУрГУ) по специальности «динамика и прочность машин»; Сергей, окончил Свердловский институт народного хозяйства (торгово-экономический факультет) и Челябинский юридический институт, Константин, его сын, обучается в Южно-Уральском Государственном медицинском университете и в будущем планирует стать отменным хирургом; Игорь, выпускник стоматологического отделения Ставропольской медицинской академии, кандидат медицинских наук.

## Звания и награды
- Заслуженный учитель школы РСФСР (1980)
- Народный учитель СССР (1986)
- Медаль «За трудовое отличие» (1976)
- Значок «Отличник народного просвещения РСФСР» (1975)
- Почётный гражданин Миасса (1993)